# Goodman (condado de Marinette)
Goodman es un lugar designado por el censo ubicado en el condado de Marinette en el estado estadounidense de Wisconsin. En el Censo de 2010 tenía una población de 271 habitantes y una densidad poblacional de 61,62 personas por km².

## Geografía
Goodman se encuentra ubicado en las coordenadas 45°37′5″N 88°21′11″O / 45.61806, -88.35306. Según la Oficina del Censo de los Estados Unidos, Goodman tiene una superficie total de 4.4 km², de la cual 4.3 km² corresponden a tierra firme y (2.12%) 0.09 km² es agua.

## Demografía
Según el censo de 2010, había 271 personas residiendo en Goodman. La densidad de población era de 61,62 hab./km². De los 271 habitantes, Goodman estaba compuesto por el 100% blancos, el 0% eran afroamericanos, el 0% eran amerindios, el 0% eran asiáticos, el 0% eran isleños del Pacífico, el 0% eran de otras razas y el 0% pertenecían a dos o más razas. Del total de la población el 4.06% eran hispanos o latinos de cualquier raza.